# 石橋直季
石橋 直季（いしばし なおき、1985年〈昭和60年〉 6月20日 - ）は、日本の政治家。愛知県東郷町長（1期）。東郷町議会議長、東郷町議会議員（3期）を歴任。

## 経歴
名古屋中学校・高等学校を経て、横浜国立大学経営学部経営学科を卒業。大学卒業後は土壌改良会社に入社した。
2015年4月、東郷町議会議員選挙に無所属で立候補し初当選。以降3期連続当選し、2023年5月には議長に選出された。町議時代は自由民主党愛知県連の青年部長を務めた。
町職員に対するハラスメントにより辞職した現職の井俣憲治の後任を決める、2024年6月9日投開票の東郷町長選挙に無所属新人として立候補。これにより、議長と議員を自動失職。投開票の結果、同じく無所属で前副町長の近藤悦規を4,896票の大差で破り初当選。愛知県内で最年少の首長となった。前職が既に辞任していたため、翌10日朝に役場へ初登庁した。
※当日有権者数：34,305人 最終投票率：47.43%（前回比：2.60pts）
| 候補者名 | 年齢 | 所属党派 | 新旧別 | 得票数   | 得票率 | 推薦・支持 |
| -------- | ---- | -------- | ------ | -------- | ------ | ---------- |
| 石橋直季 | 38   | 無所属   | 新     | 10,479票 | 65.24% |            |
| 近藤悦規 | 60   | 無所属   | 新     | 5,583票  | 34.76% |            |